# نادي العرين (السعودية)
نادي العرين السعودي هو أحد أندية الدرجة الثالثة في ظهران الجنوب بعسير (منطقة) ، تأسس عام 1976 م .